# 哥倫比亞安迪麗魚
哥倫比亞安迪麗魚又名哥倫比亞寶麗魚、雙列寶麗魚，為輻鰭魚綱䲁形目麗魚科安迪麗魚屬的其中一種，分布於南美洲哥倫比亞聖胡安河及Baudo河流域，體長可達8公分。